# Pixar
Пиксар (енгл. Pixar Animation Studios) је познати амерички филмски студио и продукцијска компанија која производи веома квалитетне компјутерски анимиране (енгл. CGI-Computer-generated imagery) филмове. У почетку су били партнери с Дизнијем, а сада је Дизни власник студија. Први пут су се појавили 1979. под именом Графикс груп (енгл. Graphics Group), која је била један од студија Лукас филма, да би компанију 1986. купио један од оснивача компаније Епл, Стив Џобс за 10 милиона америчких долара, који му даје садашње име. Касније 2006. године Компанија Волт Дизни га купује за вишеструко већи износ, тада је компанија вредела 7,4 милијарде долара.
Пиксар је познат и по томе што своје филмове производе користећи специјални софтвер који су сами програмирали. Овај софтвер им омогућава да филмове производе са посебном компјутерски генерисаном графиком.
Данас су Пиксарови филмови једни од најпопуларнијих и најнаграђиванијих. Од многобројних награда и признања могу се издвојити 21 освојених Оскара, три Златна глобуса и четири Гремија. Пиксаров филм са највећом зарадом је У потрази за Немом.

## Дугометражни анимирани филмови
- Прича о играчкама (Toy Story), 1995.
- Живот буба (A Bug's Life), 1998.
- Прича о играчкама 2 (Toy Story 2), 1999.
- Чудовишта из ормара (Monsters, Inc.), 2001.
- У потрази за Немом (Finding Nemo), 2003.
- Невиђени (The Incredibles), 2004.
- Аутомобили (Cars), 2006.
- Мућкалица (Ratatouille), 2007.
- Воли (WALL-E), 2008.
- До неба (Up), 2009.
- Прича о играчкама 3 (Toy Story 3), 2010.
- Аутомобили 2 (Cars 2), 2011.
- Храбра Мерида (Brave), 2012.
- Универзитет за монструме (Monsters University), 2013.
- У мојој глави (Inside Out), 2015.
- Добри диносаурус (The Good Dinosaur), 2015.
- У потрази за Дори (Finding Dory), 2016.
- Аутомобили 3 (Cars 3), 2017.
- Коко (Coco), 2017.
- Невиђени 2 (Incredibles 2), 2018.
- Прича о играчкама 4 (Toy Story 4), 2019.
- Напред (Onward), 2020.
- Душа (Soul), 2020.
- Лука (Luca), 2021.
- Поцрвенела панда (Turning Red), 2022.
- Баз Светлосни (Lightyear), 2022.
- Елементал (Elemental), 2023.
- У мојој глави 2 (Inside Out 2), 2024.